# Tiết Hãn Cần

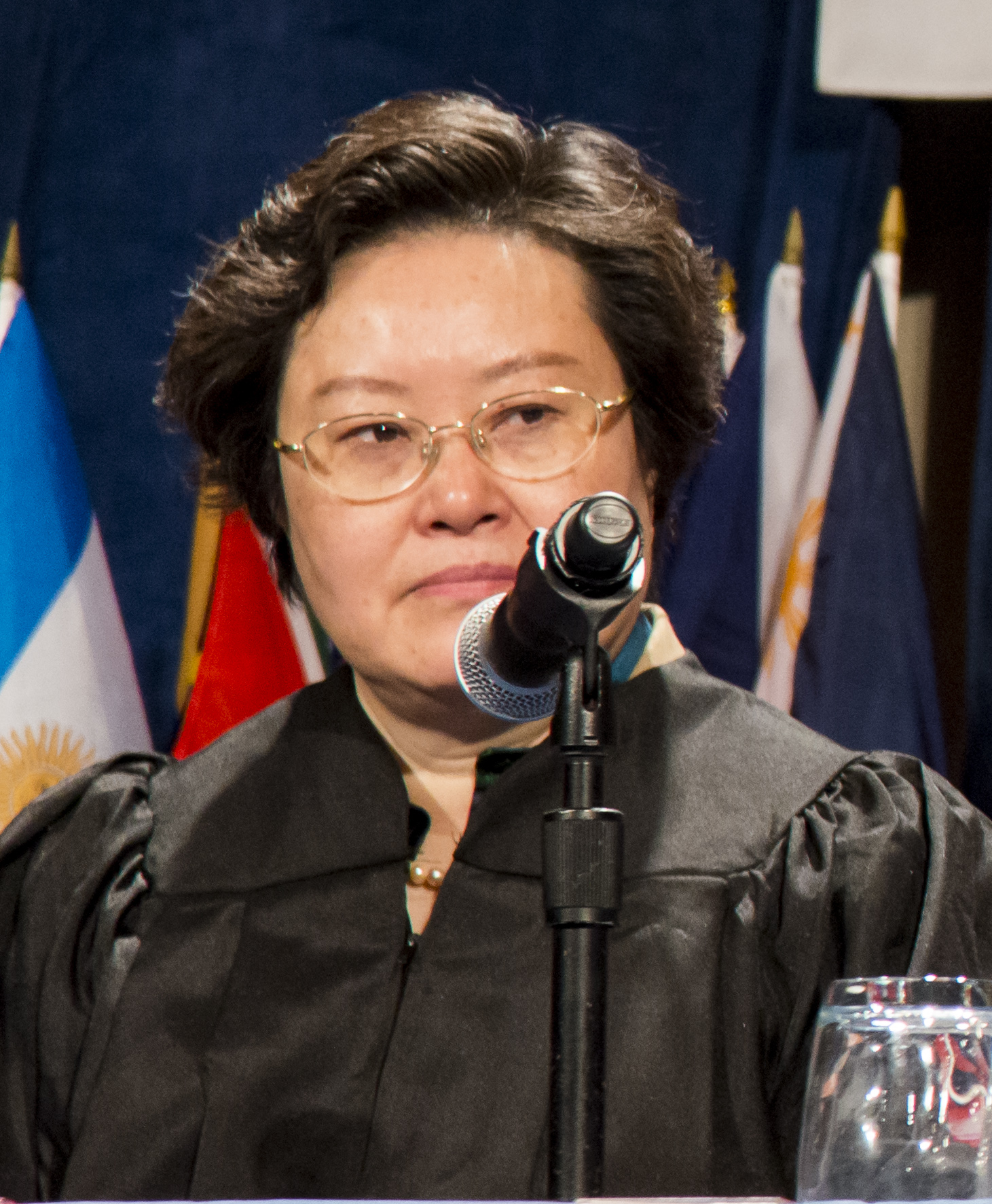
Tiết Hãn Cầm năm 2013.

Tiết Hãn Cần (tiếng Trung: 薛捍勤, sinh ngày 15 tháng 9 năm 1955, tại Thượng Hải, Trung Quốc) là thẩm phán tại Tòa án Công lý Quốc tế (tiếng Anh là International Court of Justice, viết tắt là ICJ). Bà là một trong ba thẩm phán nữ đang làm việc tại ICJ và một trong bốn thẩm phán nữ đã từng làm việc tại ICJ tính đến thời điểm hiện tại. 

## Tiểu sử
Năm 1982, Tiết Hãn Cần nhận được bằng tốt nghiệp luật quốc tế từ Đại học Bắc Kinh. Bà nhận được bằng Thạc sĩ Luật tại Trường Luật Columbia (Columbia Law School, phân khoa Luật của Viện Đại học Columbia, được xem là một trong những trường luật có uy tín nhất Hoa Kỳ và đã luôn luôn được xếp hạng trong top 5) vào năm 1983. 
Từ năm 1980 đến năm 2003, bà phục vụ trong cục Hiệp ước và luật lệ của Bộ Ngoại giao Trung Quốc, cuối cùng thăng lên vị trí Tổng giám đốc.
Bà trở lại trường Luật Columbia vào năm 1991 và hoàn tất chương trình Juris Doctor (JD) vào năm 1995. Bà được bổ nhiệm làm đại sứ Trung Quốc tại Hà Lan vào năm 2003 và phục vụ cho đến năm 2008. Trong tháng 12 năm 2008, bà trở thành đại sứ Trung Quốc đầu tiên tại Hiệp hội các quốc gia Đông Nam Á.
Tháng 6 năm 2010, bà được bầu vào ICJ và tuyên thệ nhậm chức như một thành viên của ICJ vào ngày 13 tháng 9 năm 2010. Sau Rosalyn Higgins người Anh, bà là người nữ thẩm phán chính thức thứ hai kể từ khi thành lập của Tòa án. Bà được bầu kế nhiệm người đồng hương Shi Jiuyong, người trước đây đã về hưu từ vị trí này, và khi kết thúc nhiệm kỳ của người này, trong tháng 11 năm 2011, bà đã được tái đắc cử nhiệm kỳ nữa trong chín năm (đến ngày 5 tháng 2 năm 2021).
Bà đã kết hôn và có một con gái.